# ダーウィン (企業)
株式会社ダーウィン（英語標記 DARWIN Corporation）は、茨城県つくば市に本社を置く会社。犬のDNA解析に基づき血統証明書を発行する事業を行っている。

## 事業内容
- 犬の血統証をDNA解析により補完する事業
  - 社団法人日本シェパード犬登録協会や社団法人日本警察犬協会等を行っている。現在[いつ?]唯一の民間会社。
- RFIDとDNA情報との一元管理による動物の個体管理を行う事業
  - 独立行政法人家畜改良センター及び全国規模の日本養豚事業共同組合との共同研究を行い、畜産におけるトレーサビリティ等に利用されている。新しいビジネスモデルそれに付随する技術開発、および知財に強い[独自研究?]。ちなみにRFIDにおいて13.56MHzの豚用ICタグで実用化に日本で最初に成功している。